# لندمارک

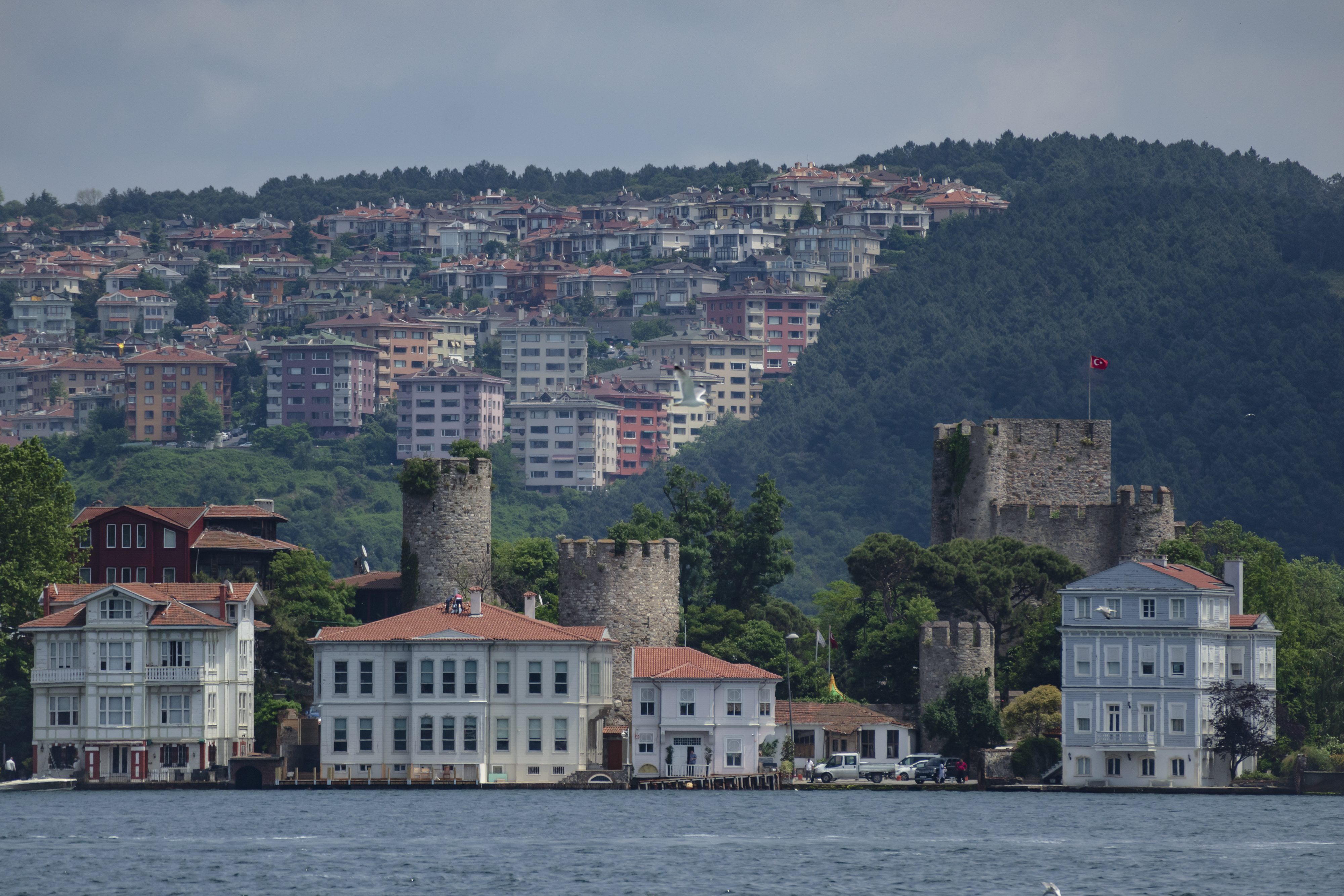
یک قلعه قدیمی در حاشیه دریای مرمره در شهر استانبول

لندمارک (به انگلیسی: Landmark)، نشانگر مکانی،، نشانه یا مرزنما، یک ویژگی طبیعی یا مصنوعی قابل تشخیص است که برای ناوبری استفاده می‌شود. لندمارک عارضه‌ای است که از محیط نزدیک خود متمایز است و اغلب از فواصل دور قابل مشاهده است.
در کاربرد امروزی، اصطلاح لندمارک یا نشانه می‌تواند برای اشاره به ساختارها یا ویژگی‌های کوچک‌تر که به نمادهای محلی یا ملی تبدیل شده‌اند نیز به کار رود.

## دید کلی
در معنای امروزی دیدنی‌ها شامل همه مواردی که بتوانند یک محیط را برای بیننده قابل تشخیص کنند می‌شود مانند ساختمان، یادمان، سازه یا درخت، صخره و غیره.
در مطالعات شهری و معماری شهرسازی دیدنی‌ها یا جانشان به نشانه یا شاخصی گفته می‌شود که به فرد کمک کند تا مکان شهری را به خاطر بسپارد و برای مراحل بعد قابل رجوع گردد.

## واژه‌شناسی
لندمارک در لغت به معنای یک عارضه جغرافیایی بود که توسط کاوشگران و دیگران برای یافتن راه بازگشت یا راه نفوذ به یک منطقه استفاده می‌شد. برای نمونه، کوه تیبل در نزدیکی کیپ‌تاون در آفریقای جنوبی به عنوان یک مرزنما یا نشانه برای کمک به دریانوردان برای حرکت در دماغۀ جنوبی آفریقا در عصر اکتشافات جغرافیایی به‌کار می‌رفت. سازه‌های مصنوعی نیز گاهی برای کمک به ملوانان در جهت‌یابی و ناوبری ساخته می‌شوند. فانوس اسکندریه و غول رودس نمونه‌ای از سازه‌های باستانی هستند که برای هدایت کشتی‌ها به بندر ساخته شده‌اند.
در کاربرد مدرن، یک نشانگر یا نشانه شامل هر چیزی است که به راحتی قابل تشخیص است، مانند یک یادمان تاریخی، ساختمان یا سازه دیگر. در انگلیسی آمریکایی، لندمارک اصطلاح اصلی برای تعیین مکان‌هایی است که ممکن است به دلیل ویژگی‌های فیزیکی قابل توجه یا اهمیت تاریخی، مورد توجه گردشگران باشند. اصطلاح لندمارک در انگلیسی بریتانیایی اغلب حس پدیده‌های مورد استفاده برای ناوبری گاه‌به‌گاه مانند دادن جهت را منتقل می‌کند. این نکته به زبان انگلیسی آمریکایی نیز وجود دارد.
در مطالعات شهری و همچنین در جغرافیا، مرزنما یا نشانه به عنوان یک نقطه مرجع خارجی که به جهت‌یابی در یک محیط آشنا یا ناآشنا کمک می‌کند، تعریف می‌شود.

## انواع
لندمارک‌ها یا نشانه‌ها معمولاً به دو دسته نشانه‌های طبیعی یا بناهای دیدنی ساخته شده توسط انسان طبقه‌بندی می‌شوند و هر دو در اصل برای پشتیبانی از ناوبری و مسیریابی استفاده می‌شوند.

### طبیعی
لندمارک‌ها یا نشانه‌های طبیعی می‌توانند عارضه‌های مشخص مانند کوه یا فلات باشند. نمونه‌هایی از مرزنماهای طبیعی عبارتند از کوه اورست در هیمالیا، کوه تیبل در آفریقای جنوبی، کوه آرارات در ترکیه، اولورو در استرالیا، کوه فوجی در ژاپن و گرند کنیون در ایالات متحده آمریکا. درختان همچنین ممکن است به عنوان مرزنما و نشانه‌های محلی عمل کنند، مانند مانند بلوط جوبیلی یا مخروطیان.

### انسان‌ساخت
به معنای امروزی، لندمارک‌ها معمولاً به بناهای تاریخی مانند یادمان‌ها یا ساختمان‌های متمایز برجسته‌ای اشاره دارند که به عنوان نماد یک منطقه، شهر یا ملت خاص به کار می‌روند. از نمونه‌های آن می‌توان تندیس اتحاد در بخش نارماده، کاخ سفید در واشینگتن، دی.سی.، تندیس آزادی در نیویورک، برج ایفل در پاریس، کلیسای جامع سن باسیل در مسکو، لوته ورلد تاور در سئول، کولوسئوم در رم، ساعت بیگ بن در لندن، تندیس مسیح در ریو دو ژانیرو و موارد متعدد دیگر را نام برد.

## نگارخانه
- تایوان
- اولورو در قلمرو شمالی (استرالیا)، استرالیا.
- آبشار نیاگارا
- برج ایفل در پاریس
- مسجد شاه فیصل از دیدنی‌های اسلام‌آباد پاکستان
- برج در آلمان
- نشان هالیوود